# Cyphopterum septentrionale
Cyphopterum septentrionale är en insektsart som beskrevs av Lindberg 1958. Cyphopterum septentrionale ingår i släktet Cyphopterum och familjen Flatidae. Inga underarter finns listade i Catalogue of Life.